# Lijst van rijksmonumenten in Oude Pekela
De plaats Oude Pekela telt 9 inschrijvingen in het rijksmonumentenregister. Hieronder een overzicht. 
| Object                             | Oorspronkelijke functie?  | Bouwjaar                                                                             | Architect                                                    | Locatie               | Coördinaten?                 | Nr.?   | Afbeelding        |
| ---------------------------------- | ------------------------- | ------------------------------------------------------------------------------------ | ------------------------------------------------------------ | --------------------- | ---------------------------- | ------ | ----------------- |
| De Onrust                          | Industrie- en poldermolen | 1850 (herb. na brand) 1987 (rest.) 1995 (herst.)                                     | Molema (1987)                                                | F. Clockstraat 111a   | 53° 6' 14" NB, 7° 0' 35" OL  | 31947  | Meer afbeeldingen |
| Hervormde pastorie                 | Kerkelijke dienstwoning   | midden 19e eeuw                                                                      |                                                              | H. Westerstraat 115   | 53° 6' 10" NB, 7° 0' 37" OL  | 31948  | Meer afbeeldingen |
| Hervormde kerk en toren            | Kerk en kerkonderdeel     | 1683-'85 1717 (verb.) 1783 (uitbr.) 1804 (toren) 1844 (verb. toren) 1975-'76 (rest.) | G. Kuyper (1783) H. Verburgh (1804) P.B. Offringa (1975-'76) | H. Westerstraat 114   | 53° 6' 9" NB, 7° 0' 40" OL   | 31949  | Meer afbeeldingen |
| Sint-Willibrorduskerk met pastorie | Kerk en kerkonderdeel     | 1896 eind 19e eeuw (hekwerk) 1985-'89 (rest.)                                        | N. Molenaar                                                  | F. Clockstraat 228    | 53° 5' 58" NB, 6° 59' 43" OL | 339063 | Meer afbeeldingen |
| Watertoren                         | Nutsbedrijf               | 1938                                                                                 | H.F. Mertens                                                 | Winschoterweg 12      | 53° 6' 43" NB, 7° 1' 20" OL  | 520988 | Meer afbeeldingen |
| Lina                               | Woonhuis                  | ca. 1930 1958 (garage)                                                               | A.W. van Dijkhuizen                                          | Thorbeckelaan 5       | 53° 6' 23" NB, 7° 0' 50" OL  | 520991 | Lina              |
| Villa Elsa                         | Woonhuis                  | 1906 1985 (garage) 1992 (carport)                                                    | E. van der Laan                                              | F. Clockstraat 31     | 53° 6' 37" NB, 7° 1' 20" OL  | 520992 | Meer afbeeldingen |
| Unionbrug                          | Brug                      | 1947 1971 (renov.)                                                                   |                                                              | bij F. Clockstraat 43 | 53° 6' 30" NB, 7° 1' 14" OL  | 520999 | Meer afbeeldingen |
| Oldambster boerderij               | Boerderij                 | 1856                                                                                 |                                                              | H Hindersstraat 97    | 53° 5' 23" NB, 6° 59' 6" OL  | 520997 | Meer afbeeldingen |